# 虎賁 (恆星)
獅子座72，又名BD+23 2322，HD 97778、SAO 81736、HR 4362，是獅子座的一颗恒星，视星等为4.63，位于銀經218.1，銀緯67.88，其B1900.0坐标为赤經11h 9m 53.1s，赤緯+23° 67.88′ 26″。